# Juan Gallastegui
Juan Antonio Gallastegui Roca (Castro-Urdiales, Cantabria, 1979) es un músico, compositor y director de orquesta español, afincado en Estados Unidos.
Nacido en España, reside en Estados Unidos desde principios de la década de 2010 y desde entonces ha dirigido diversas orquestas por todo el país americano, especialmente en Washington D. C.. Ha sido director de la Orquesta Sinfónica de Loudoun, director titular de la Orquesta Sinfónica Accord y director musical y director titular de la Banda Sinfónica de Rogue Valley, entre otras.
Además está doctorado en musicología y es experto en la obra de Sergiu Celibidache. También imparte docencia de música y dirección de orquesta en diversas universidades estadounidenses, entre ellas la Universidad del Sur de Oregón.

## Biografía
Nació en Castro-Urdiales (Cantabria) en 1979. Es el menor de siete hermanos. Es hijo del músico Juan Antonio Gallastegui Ruiz, de origen vasco de Vitoria (Álava), quien fue miembro de la banda municipal de música de Castro-Urdiales.
Comenzó sus estudios de música en Castro-Urdiales en 1989. Fue miembro de la banda municipal de música de Castro-Urdiales como bombardino principal entre 1990 y 2012, de la que también formaron parte su padre y su tío. En 2003 fue cofundador de la Asociación Banda de Música de Castro Urdiales.
Obtuvo el título superior de tuba y el título superior de pedagogía de la tuba en el Conservatorio Superior de Música de Navarra en 2010. Se licenció en Historia y Ciencias de la Música en la Universidad de La Rioja en 2011. Posteriormente realizó un posgrado en estética de la dirección de orquesta en la Universidad Transilvania de Brașov (Rumanía) en 2013.
En 2010 dirigió la Banda Sinfónica Municipal de Huelva (Huelva) y en 2012 fue director de la Camerata Antonio Soler de San Lorenzo de El Escorial (Madrid) durante algunos conciertos. En 2013 ejerció como director de la Orquesta Filarmónica Estatal de Brașov (Rumanía).
En 2014 obtuvo la Beca de Excelencia Rafael del Pino otorgada por la Fundación Rafael del Pino para estudios de posgrado en el extranjero. Realizó un máster en dirección de orquesta en el Bard College de Nueva York en 2015.
Durante su etapa de formación en el Bard College fue director asistente de la orquesta Bard College Conductors Institute Summer Orchestra y de la Conservatory Orchestra, teniendo como mentor al director de orquesta estadounidense Harold Farberman.
En marzo de 2015 dirigió el reestreno de la ópera Medea de Harold Farberman, la primera interpretación de la obra desde su estreno en 1963.
Gallastegui fue alumno del maestro Enrique García Asensio, quien fue discípulo y director asistente de Sergiu Celibidache. Además de García Asensio, Gallastegui también estudió con maestros como Harold Farberman, Jorma Panula, Apo Hsu, Lawrence Golan, Mark Gibson y Leon Botstein, entre otros.
En 2017 se doctoró en musicología en la Universidad de La Rioja con la tesis «Fenomenología de la música de Sergiu Celibidache y su influencia en la dirección de orquesta en España», dirigida Thomas Schmitt, una tesis sobre Sergiu Celibidache, uno de los directores de orquesta más influyentes en la técnica de dirección usada en España.
Además, Gallastegui también cursó un posgrado en dirección de orquesta en la Escuela Juilliard.

## Trayectoria
En 2016 Gallastegui tocó con la New York Wind Symphony Orchestra de Nueva York, como bombardino principal de la orquesta, invitado por el director de orquesta neerlandés Johan de Meij.

Entre 2016 y 2017 fue director de la Orquesta Sinfónica de Loudoun, conjunto del condado de Loudon, en Ashburn (Virginia, EEUU).

Gallastegui dirigiendo la orquesta Orquesta Sinfónica Accord en el Centro John F. Kennedy para las Artes Escénicas (Washington D. C., 2023).

En septiembre de 2019 Gallastegui fue director invitado para dirigir el concierto de apertura de la 5.ª temporada (2019-2020) de la Orquesta Sinfónica Accord (orquesta de la DC Strings) de Washington D. C. (Estados Unidos). El concierto tuvo un notable éxito y en octubre de 2020 fue nombrado director titular de la orquesta sinfónica de la capital estadounidense. Como director de la Orquesta Sinfónica Accord, en 2021 dirigió entre otros el concierto del compositor español Jorge Tabarés con la obra «Dos danzas hispanas».
En 2022 Gallastegui fue invitado para dirigir la Banda Sinfónica de Musikene (País Vasco), en la que él mismo tocó como músico hace años.
En enero de 2019 Gallastegui se convirtió en director musical de la banda Rockville Concert Band de Rockville (Maryland), tras ser elegido por la banda y tras un notable éxito dirigiendo uno de sus conciertos como director invitado, y en septiembre de 2020 fue nombrado oficialmente director musical titular, convirtiéndose en el 6º director musical (titular) de la banda Rockville Concert Band. Como director musical, impulsó y dirigió distintas producciones musicales, entre ellas la producción musical «The Year 2020» en 2022, una pieza sobre las consecuencias de la pandemia de la COVID-19 y para honrar y conmemorar a todos aquellos afectados por la pandemia, una pieza compuesta por el compositor neerlandés Johan de Meij. La obra fue dirigida por Gallastegui y se estrenó en marzo de 2022 en el Teatro F. Scott Fitzgerald de Rockville (Maryland). El propio Gallastegui declaró que «escuchar música también puede ser como una terapia. La música puede ayudarnos a todos a seguir adelante. La música viene a ayudar a las personas, a ayudarlas en el proceso de sanación, en el período de reflexión».
En 2023 fue elegido director musical de la banda sinfónica Rogue Valley Symphonic Band (RVSB) de Ashland (Oregón, Estados Unidos). Desde el 2024 es el director ejecutivo de la orquesta sinfónica Bremerton WestSound Symphony de Bremerton (Washington, EEUU).
Además de la dirección de orquesta, Gallastegui también imparte docencia de música y dirección de orquesta en la universidad. Ha sido profesor adjunto en la Universidad del Sur de Oregón, impartiendo formación avanzada de dirección de orquesta, estudio de partituras y técnica.
Gallastegui es miembro de la Conductors Guild, de la League of American Orchestras y de la American Musicological Society.
Desde 2013 está afincado en Estados Unidos, donde reside desde entonces.

## Vida privada
Actualmente reside en Estados Unidos. Está casado con la directora de orquesta estadounidense JoAnna Cochenet. En 2021 se naturalizó estadounidense, siendo actualmente español y estadounidense.

## Orquestaciones
Para orquesta:
- 2012, "Die Lotosblume" (orquesta de cuerdas) y "Aus dem Schenkenbuch im Divan" (orquesta sinfónica) de Robert Schumann.
- 2011, "Liebst du um Schönheit" (cuarteto de cuerdas) y "Nicht wiedersehen!" (orquesta sinfónica) de Gustav Mahler.

Publicados por la Universidad de Navarra e interpretados por la Orquesta Sinfónica de Navarra.
Para banda:
- 2003, "Réquiem" de Wolfgang Amadeus Mozart.

## Publicaciones
- 2023, Maximizing Conducting Technique with Embodied Music Cognition Theory: A Comprehensive Guide.
- 2023, Unpacking the Link Between Embodied Music Cognition and Sergiu Celidache's Phenomenology of Music.

## Reconocimientos
- 2014, Beca de Excelencia Rafael del Pino
- 2013-2014, Beca de Dirección de Orquesta del Bard College